# 落後場次
落後場次（Games behind，常縮寫為），或稱作勝差、勝場差，是一種體育術語，常見用來反應一支領先團隊（或個人）和另一團隊（或個人）之間的成績差距方式，以半場勝負為一單位。

## 公式
{\displaystyle GB={\frac {(W1-W2)+(L2-L1)}{2}}}
{\displaystyle GB={\frac {(W1-L1)-(W2-L2)}{2}}}
落後場次 = [（球隊A的勝場數 - 球隊B的勝場數）+（球隊B的敗場數 - 球隊A的敗場數）] / 2
落後場次 = [（球隊A的勝場數 - 球隊A的敗場數）-（球隊B的勝場數 - 球隊B的敗場數）] / 2

## 另見
- 勝率
- 魔術數字 (體育)
- 淘汰數字（淘汰指數）